# Campionato italiano di beach soccer femminile 2023
La Serie Aon 2023 è stata la 12ª edizione della massima serie del campionato italiano femminile di calcio da spiaggia e si è disputata tra il 20 e il 30 luglio 2023, conclusa con la vittoria del Lady Terracina, al suo quinto titolo.
Capocannoniere del torneo è stata Veronica Privitera (Cagliari) con 7 reti.

## Formato
La Serie A 2023 è composta da 5 squadre divise in due gironi — A e B —. La strada per il titolo di Campione d'Italia si svolge in due tappe.
Le prime due classificate dei gironi, conquistano la finale per l'assegnazione del titolo.

## Calendario
Le date stabilite dalla federazione:
| Data         | Paese             | Città       | Stage             |
| ------------ | ----------------- | ----------- | ----------------- |
| 20–22 luglio | Italia (bandiera) | Cirò Marina | Partite di girone |
| 30 luglio    | Italia (bandiera) | Viareggio   | Finale            |

## Squadre partecipanti
| Club                             | Città     |
| -------------------------------- | --------- |
| Cagliari Beach Soccer            | Cagliari  |
| Catania SSD                      | Catania   |
| Genova Beach Soccer 2013         | Genova    |
| Lady Beach Soccer Terracina      | Terracina |
| Terracina Beach Soccer Femminile | Terracina |

## Girone A

### Risultati
| Squadra 1      | Risultato   | Squadra 2      |
| 1ª giornata    | 1ª giornata | 1ª giornata    |
| -------------- | ----------- | -------------- |
| Lady Terracina | 5 - 2       | Terracina BS   |
| 2ª giornata    |             |                |
| Terracina BS   | 3 - 1       | Lady Terracina |

### Classifica
|  | Pos. | Squadra        | Pt | G | V | Vr | P | GF | GS | DR |
|  | ---- | -------------- | -- | - | - | -- | - | -- | -- | -- |
|  | 1.   | Lady Terracina | 3  | 2 | 1 | 0  | 1 | 6  | 5  | +1 |
|  | 2.   | Terracina BS   | 3  | 2 | 1 | 0  | 1 | 5  | 6  | -1 |

Legenda:
      Ammessa alla fase finale.
Regolamento:
Tre punti per la vittoria nei tempi regolamentari, uno ai calci di rigore, zero per la sconfitta.

## Girone B

### Risultati
| Squadra 1   | Risultato   | Squadra 2   |
| 1ª giornata | 1ª giornata | 1ª giornata |
| ----------- | ----------- | ----------- |
| Cagliari    | 2 - 0       | Catania SSD |
| 2ª giornata |             |             |
| Genova      | 2 - 1       | Catania SSD |
| 3ª giornata |             |             |
| Genova      | 3 - 5       | Cagliari    |

### Classifica
|  | Pos. | Squadra     | Pt | G | V | Vr | P | GF | GS | DR |
|  | ---- | ----------- | -- | - | - | -- | - | -- | -- | -- |
|  | 1.   | Cagliari    | 6  | 2 | 2 | 0  | 0 | 7  | 3  | +4 |
|  | 2.   | Genova      | 3  | 2 | 1 | 0  | 1 | 5  | 6  | -1 |
|  | 3.   | Catania SSD | 0  | 2 | 0 | 0  | 2 | 1  | 4  | -3 |

Legenda:
      Ammessa alla fase finale.
Regolamento:
Tre punti per la vittoria nei tempi regolamentari, uno ai calci di rigore, zero per la sconfitta.

## Finale

### Finale in dettaglio

#### Tabellino
| Arbitro: | Spezzati Pieraccini Pedarra |

|                                              |                      |                                     |
| Ferrazza 11pt’, 12+1tt’ Maiorca 11tt’ (rig.) | Marcatori            | 10pt’, 12+1tt’ Privitera 12pt’ Saki |
| Maiorca Iannella Penzo Naticchioni Galluccio | Tiri di rigore 4 – 2 | Saggion Saki Privitera Borrelli     |